# Glasvegas
Glasvegas er en skotsk rockgruppe fra Glasgow. Bandet består af James Allan (vokal), Rab Allan (guitar), Paul Donoghue (bas) og den svenske trommeslager Jonna Löfgren. Glasvegas' selvbetitlede debutalbum solgte nok til at gå platin ved udgivelsen i september 2008 og nåede en 2. plads på den britiske albumliste. Glasvegas blev også nomineret til en Mercury Prize for samme album i september 2009. Debutalbummet blev indspillet i New York, i Brooklyn Recording Studios, og er produceret af forsanger James Allan og producer Rich Costey, som også har arbejdet med navne som Muse og Franz Ferdinand. Debutalbummet solgte guld i Sverige og USA.
6 måneder efter udgivelsen af Glasvegas' debutalbum udkom EPen A Snowflake Fell (and It Felt Like a Kiss). 
Den 4. april 2011 udkom bandets andet album Euphoric /// Heartbreak \\\ som blev optaget i Santa Monica i Californien. Albummet nåede en 10. plads i Storbritannien og en førsteplads i Sverige, men på trods af gode modtagelser fra pressen var albummet ikke ligeså kommercielt succesfuldt som debuten og adskillige måneder senere ophørte samarbejdet mellem Glasvegas og pladeselskabet Sony Music.
I Juni 2013 offentliggjorde bandet, at de havde skrevet under på endnu en stor pladekontrakt med et af verdens største musikselskaber BMG. Glasvegas udsender deres tredje album Later...When The TV Turns To Static i september 2013.

## Diskografi
- Glasvegas (2008)
- A Snowflake Fell (And It Felt Like A Kiss) EP (2008)
- EUPHORIC /// HEARTBREAK \\\ (2011)
- Later...When The TV Turns To Static (2013)